# Рожнова
Рожнова (пол. Rożnowa) — село в Польщі, у гміні Величка Велицького повіту Малопольського воєводства.
Населення — 393 особи (2011).

## Демографія
Демографічна структура станом на 31 березня 2011 року:
|          | Загалом | Допрацездатний вік | Працездатний вік | Постпрацездатний вік |
| -------- | ------- | ------------------ | ---------------- | -------------------- |
| Чоловіки | 207     | 45                 | 134              | 28                   |
| Жінки    | 186     | 32                 | 100              | 54                   |
| Разом    | 393     | 77                 | 234              | 82                   |